# Giản Bái Ân
Giản Bái Ân (giản thể: 简沛恩, phồn thể: 簡沛恩, bính âm: Jiǎn Pèiēn, tiếng Anh: Pally Jane; sinh ngày 21 tháng 9 năm 1974) là một diễn viên Đài Loan.

## Tiểu sử
Tên thật là Giản Bội Bội (簡佩佩) là một diễn viên, ca sĩ và người dẫn chương trình Đài Loan. Trong sự nghiệp ca hát của mình, ban đầu Giản Bái Ân sử dụng nghệ danh Ngô Bội Văn (吳佩文), sau đó đổi thành Ngô Bội Văn (吳姵文). Sau khi chuyển sang nghiệp phim ảnh, cô đã lấy nghệ danh Giản Bái Ân. Gần đây, Giản Bái Ân tập trung vào kinh doanh nhà hàng tại Đài Bắc, Đài Trung và Cao Hùng.

## Sự nghiệp
Diễn viên
Ca sĩ
Người dẫn chương trình (MC)
Giám đốc điều hành công ty cung cấp thực phẩm
Có 1 loạt hệ thống nhà hàng đồ ăn Thái tại Đài Bắc và Cao Hùng
Quảng cáo McDonald’s, Quaker Oats, rượu Lufthansa
Gương mặt đại diện cho SKII.

## Phim tham gia

### Phim truyền hình
| Năm  | Đài truyền hình       | Tên phim                                                                 | Vai diễn                                 | Ghi chú                                   |
| ---- | --------------------- | ------------------------------------------------------------------------ | ---------------------------------------- | ----------------------------------------- |
| 1996 | Truyền hình công cộng | 《夏日午後》Chiều Mùa Hè                                                 | Tiểu Mễ                                  |                                           |
| 2001 | CTS                   | 《贫穷贵公子》 Công Tử Bần Hàn                                           | Nại Mỹ                                   |                                           |
| 2001 | CTS                   | 《蜜桃女孩》Cô bé Mật Đào                                                | Sâm Hương                                |                                           |
| 2001 | CTS                   | 《流星雨》Vườn Sao Băng (bản đặc biệt 4 tập)                             | Tiểu Canh(thanh mai trúc mã của Tây Môn) |                                           |
| 2002 | FTV                   | 《超人气学园》Sóng gió đời sinh viên                                     |                                          |                                           |
| 2002 | CTV                   | 《天下无双》Thiên hạ vô song (Online Hero)                               | Tiểu Mạt                                 |                                           |
| 2002 | CTS                   | 《时来运转》Đổi thời thay vận                                            | Chân Ngọc Quan                           |                                           |
| 2003 | TTV                   | 《名扬四海》 Vang danh tứ hải                                            | Lệ Vân (khách mời)                       |                                           |
| 2003 | CTS                   | 《狂爱龙卷风》 Cơn lốc tình yêu                                          | Mỹ Vân (lúc trẻ)                         | Hiện có bản vietsub trên zing tv          |
| 2003 | Đông Sâm              | 《老婆大人》 Người vợ thẩm phán (Bà nhà tôi)                             |                                          |                                           |
| 2003 | CTV                   | 《爱情哇沙米》Tình yêu Wasabi                                            | Tiểu Mễ                                  |                                           |
| 2003 | Star Chinese Channel  | 《第8号当铺》 Lá bùa số 8                                                | Lâm Thục Quân                            |                                           |
| 2004 | CTV                   | 《我们两家都是人》Hai nhà chúng ta đều là người                          |                                          |                                           |
| 2004 | TTV                   | 《兄弟姊妹》Sóng gió gia tộc                                             | Du Huệ Mỹ (Amy)                          |                                           |
| 2004 | Tam Lập               | 《台湾龙卷风》 Đài Loan long quyển phong (Cơn lốc của rồng)              | Hoàng Chí Linh                           | Đã phát sóng                              |
| 2005 | Star Chinese Channel  | 《家有菲菲》Nhà có Phi Phi                                               | Martha                                   |                                           |
| 2005 | Truyền hình công cộng | 《异度东区》 Dị độ đông khu                                              | Văn Văn                                  |                                           |
| 2005 | TTV                   | 《我最爱的人》 Người tôi yêu nhất                                        | Thẩm Nhã Đình                            |                                           |
| 2006 | CTV                   | 《白色巨塔》 Ngọn tháp màu trắng (The hospital)                          | Annie                                    |                                           |
| 2007 | TTV                   | 《神机妙算刘伯温》Thần cơ diệu toán Lưu Bá Ôn                            | Vương A Tú                               | Đã phát sóng                              |
| 2007 | Tam Lập               | 《我一定要成功》Tôi nhất định sẽ thành công (Khát vọng đỉnh cao)         | Trương Mỹ Kim                            | Đã phát sóng                              |
| 2008 | CTS                   | 《开封有个包青天》Khai phong phủ có Bao Thanh Thiên (Văn phòng hôn nhân) | Judy                                     | Đã phát sóng nhưng phần có Judy đã bị cắt |
| 2008 | CTV                   | 《江湖.com》Sông và Hồ                                                   | Ô cô nương (khách mời)                   |                                           |
| 2008 | Tam Lập               | 《真情满天下》Chân tình khắp thiên hạ (Chân Tình Bốn Phương)             | Tống Vân Kiều/ Bắc Tiểu Kiều             | Đã phát sóng                              |
| 2010 | Tam Lập               | 《天下父母心》Tấm lòng cha mẹ                                            | Diệp Thiên Mẫn                           | Đã phát sóng                              |
| 2011 | Tam Lập               | 《牵手》Tay trong tay                                                    | Tạ Uyển Đình                             | Đã phát sóng                              |
| 2011 | Đại Ái                | 《恋恋情深》Quyến luyến tình thâm                                        | Chu Cẩm Cầu                              |                                           |
| 2012 | Tam Lập               | 《天下女人心》 Thiên hạ nữ nhân tâm (Con tim lạc lối)                    | Lý Thiên Hương/ Giang Ngọc Hoa           | Đã phát sóng được một nửa                 |
| 2012 | Đại Ái                | 《慈悲的滋味》 Hương vị lòng từ bi                                       | Trương Đình Tú                           |                                           |
| 2012 | TTV                   | 《女人花》 Nữ nhân hoa (Một thời con gái)                                | La Lan/ Lan quý nhân                     | Đã phát sóng                              |
| 2013 | Tam Lập               | 《世間情》 Thế gian tình (Tình đời)                                      | Chu San Ni                               | Đã phát sóng                              |

### Phim điện ảnh:
| Năm  | Tên phim                             | Vai diễn       |
| 1995 | 《霹雳凤凰》 Phích lịch phượng hoàng | Vương Ngọc San |
| 2002 | 《咸豆浆》Hàm đậu tương              | Lý Tĩnh Phân   |
| 2003 | 《出走》Chạy trốn                    |                |